# Obages tuberculosus
Obages tuberculosus là một loài bọ cánh cứng trong họ Cerambycidae.